# Boavista Futebol Clube 2009-2010
Questa voce raccoglie le informazioni riguardanti il Boavista Futebol Clube nelle competizioni ufficiali della stagione 2009-2010.

## Stagione
Retrocesso al termine del campionato 2008-2009, il Boavista affronta la stagione 2009-2010 disputando il campionato di terza serie concluso al settimo posto.
In Taça de Portugal la squadra non si presenta in campo per la sfida del primo turno contro il Pescadores da disputare il 30 agosto, perdendo dunque 3-0 a tavolino con conseguente eliminazione dalla competizione.

## Rosa
| N. |                       | Ruolo | Calciatore                 |
| -- | --------------------- | ----- | -------------------------- |
| 5  | Portogallo (bandiera) | C     | Jorge Silva                |
| 10 | Portogallo (bandiera) | C     | Cadinha                    |
| 13 | Brasile (bandiera)    | D     | Zâmbia                     |
| 16 | Portogallo (bandiera) | D     | Ricardo Pedrosa            |
| 17 | Brasile (bandiera)    | D     | Michel                     |
| 20 | Portogallo (bandiera) | D     | Diogo Leite                |
| 21 | Brasile (bandiera)    | D     | Rodrigo Araújo Gomes Costa |
| 25 | Portogallo (bandiera) | D     | Ribeiro                    |
| 26 | Portogallo (bandiera) | C     | Djibril Djalo              |

| N. |                       | Ruolo | Calciatore      |
| -- | --------------------- | ----- | --------------- |
| 47 | Portogallo (bandiera) | A     | Diogo Fonseca   |
| 77 | Brasile (bandiera)    | A     | Diogo Fernandes |
| 85 | Portogallo (bandiera) | P     | Nuno            |
|    | Portogallo (bandiera) | P     | Avelino         |
|    | Portogallo (bandiera) | D     | Jorge Rodrigues |
|    | Portogallo (bandiera) | D     | Mário Silva     |
|    | Portogallo (bandiera) | C     | Luís Manuel     |
|    | Brasile (bandiera)    | C     | Edú             |
|    | Portogallo (bandiera) | A     | Paulo Campos    |